# Savage (Aespa)
| Recensione | Giudizio |
| ---------- | -------- |
| AllMusic   |          |
| NME        |          |
| PopMatters | 7/10     |

Savage è il primo EP del girl group sudcoreano Aespa, pubblicato il 5 ottobre 2021 dalla SM Entertainment.
La pubblicazione ha guadagnato una nomination ai Golden Disc Award, ai Korean Music Award e ai MAMA Award.

## Promozione
La traccia omonima è stata accompagnata dal relativo video musicale, uscito in concomitanza con la messa in commercio dell'EP. Per la promozione del progetto, il gruppo ha tenuto l'evento Synk Dive: Aespa Savage Showcase tramite YouTube il 5 ottobre, mentre il 16 ottobre seguente si sono esibite con la title track al Kelly Clarkson Show, segnando il loro debutto televisivo negli Stati Uniti d'America.

## Tracce
1. Aenergy – 2:27 (testo: Yoo Young-jin – musica: Jess Corazza, Kill Dave, Pat Morrissey, Yoo Young-jin)
2. Savage – 3:58 (testo: Yoo Young-jin – musica: Hautboi Rich, Jia Lih, Kirsten Collins, Yoo Young Jin)
3. I'll Make You Cry – 3:34 (testo: Kenzie – musica: Brandon Green, Hautboi Rich, Kenzie, Kirsten Collins, Timothy "Bos" Bullock)
4. Yeppi Yeppi – 3:33 (testo: Deez, Say – musica: Coach & Sendo, Deez, Saay)
5. Iconic – 3:11 (testo: Cho Yun Kyoung, Timothy Tan – musica: Sophie Curtis, Timothy Tan, Val Del Prete)
6. Lucid Dream – 3:30 (testo: Ellie Suh – musica: Hayley Kiyoko, Kill Dave, Marcus Lomax, Pat Morrissey, Paul Phamous)

## Classifiche

### Classifiche settimanali
| Classifica (2021-23) | Posizione massima |
| -------------------- | ----------------- |
| Belgio (Fiandre)     | 193               |
| Corea del Sud        | 1                 |
| Croazia              | 17                |
| Giappone             | 6                 |
| Stati Uniti          | 20                |

### Classifiche di fine anno
| Classifica (2021) | Posizione |
| ----------------- | --------- |
| Corea del Sud     | 23        |
| Classifica (2022) | Posizione |
| Corea del Sud     | 80        |